# Higany-szulfid
A higany-szulfid (vagy pontosabban higany(II)-szulfid) a higany kénnel alkotott vegyülete, szulfidja. Képlete HgS. Két módosulata létezik. A fekete módosulat fekete színű, nagy sűrűségű, íztelen por. Vízben és híg savakban gyakorlatilag oldhatatlan, emiatt nem mérgező (ellentétben a higanyvegyületek nagy részével). A vörös módosulat (vörös higany(II)-szulfid) a  fekete módosulatból képződik oxigénmentes térben hevítve. A vegyület vízben gyakorlatilag oldhatatlan, savakban is alig oldódik, a királyvíz viszont feloldja.

## Kémiai tulajdonságai
Az alkálifémek és az alkáliföldfémek szulfidjainak tömény oldatában feloldódik, tiosók képződnek. Sok fém redukálja, higanyt tesznek belőle szabaddá. Ilyenkor általában az adott fém amalgámja keletkezik. Levegőn hevítés hatására meggyullad, ekkor higanygőzök keletkeznek és kén-dioxid fejlődik.

## Előfordulása a természetben
A természetben viszonylag elterjedt, hatszöges kristályrendszerű, vörös színű kristályok alakjában fordul elő. Az ásvány neve cinnabarit vagy cinóber). A cinóber pora tűzvörös színű.

## Előállítása, felhasználása
A higany-szulfid előállítható higanyból és kénből a következőképpen: a higanyt és a ként egy vasreaktorban szublimáltatják, ekkor a vegyület vörös módosulata képződik. Higanyból és kénből előállítható a vegyület fekete módosulata is, ez kálium-hidroxid oldattal enyhén hevítve átalakítható a vörös módosulattá.
A higany-szulfidot főként vörös színű pigmentként használják (cinóber). A hátránya az, hogy fény hatására a színe sötétebbé válik.